# Операція «Аріель»
Операція «Аріель» (англ. Operation Aerial) — військова операція британського Королівського флоту з евакуації експедиційних сил західних союзників, а також цивільного населення, з території Франції після розгрому у кампанії на Західному фронті у травні-червні 1940 року під час Другої світової війни. Операція проводилася з 16 до 24 червня 1940 року, практично відразу після завершення операцій «Динамо» та «Сайкл», з евакуації Британського експедиційного корпусу з порту Гавр, що завершилася 13 червня. Основним завданням операції «Аріель» було вивезення з континентальної Європи якомога більшого числа військ британських, французьких, польських, чеських, бельгійських та інших, що вціліли після розгрому вермахтом на півночі Франції. Задумом передбачалося використати усі великі порти Шербур, Сен-Мало, Брест, Сен-Назер, Ла-Рошель, пристосовані для навантаження військ, військового майна, озброєння та військової техніки, на атлантичному узбережжі Франції, аж до іспанського кордону.

## Зміст
Проведення цієї операції відбувалося з максимальним напруженням сил Королівського флоту. Отже, великі втрати, зазнані британськими ВМС під час проведення операції «Динамо» з вивезення військ з північно-східного узбережжя Франції, «Аріель» ще більше напружила вже перенавантажені сили Британського адміралтейства. Хронічно не вистачало кількості легких бойових кораблів, щоб забезпечити належний супровід усіх військових кораблів та транспортних суден.
Люфтваффе проводило постійні бомбардування районів зосередження військ, морських портів та завдавало ударів по суднах. І хоча процес зосередження військ у французьких морських портах та їхнє навантаження на судна забезпечувалося прикриттям з повітря п'ятьма винищувальними ескадрильями Королівських повітряних сил з базуванням на аеродромах західної Франції, а також військовою авіацією з повітряних баз у південній Англії, німецькі літаки завдавали серйозних ударів. О 15:50 17 червня внаслідок авіаційного нальоту бомбардувальників Ju 88 II./KG 30 біля французького порту Сен-Назер був потоплений лайнер «Ланкастрія»; точна кількість постраждалих невідома, за сучасними розрахунками ймовірно загинуло від 3 000 до 5 800 людей. Втрата принаймні 3500 людей зробила катастрофу найбільшою втратою життя на британському кораблі, який британський уряд намагався зберегти в таємниці за наказом прем'єр-міністра Великої Британії Вінстона Черчилля.

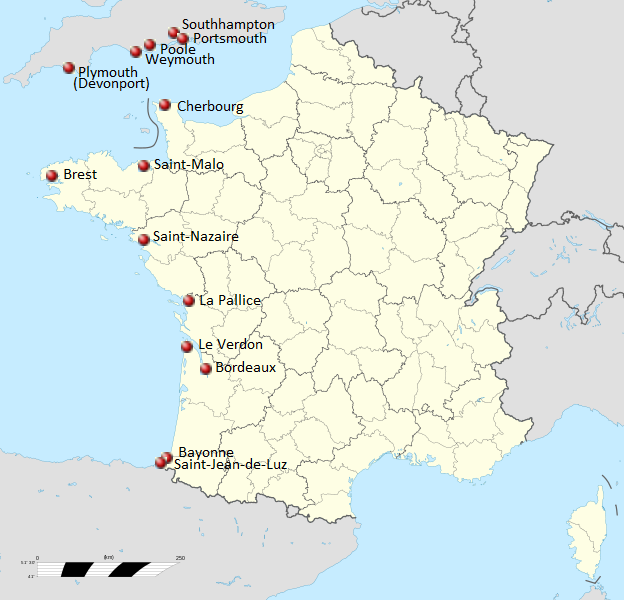
Порти, з яких здійснювалася евакуація під час операції «Аріель»

Евакуація здійснювалася не тільки з великих морських портів. Так, Польська армія у Франції (загальна чисельність близько 55 000 осіб) вивозила свій особовий склад з порту Сен-Жан-де-Люз на півдні Франції. Польські пасажирські судна Batory (14 287 тонн) і Sobieski (11 030 тонн) підійшли максимально близько до берега, а французькі рибалки своїми човнами перевозили їх на судна. Загалом було вивезено 24 352 польських солдатів з Франції до Британії.
В цілому евакуація проводилася впорядковано, відповідно до розрахунків. Але відсутність реальної інформації про просування німецьких передових частин, чутки, панічні настрої, що охопили тамтешнє населення, спровокували чимало ситуацій, коли армійське командування в хаотичній обстановці кидало напризволяще безліч дорогоцінного майна, зразків озброєння та техніки на берегу та в портах. 25 червня операція офіційно завершилася у відповідності до підписаного 22 червня французькою та німецькою владою перемир'я, однак неформальне перекидання частки особового складу, вантажів, майна та цивільного населення тривало через середземноморські порти Франції аж до 14 серпня 1940 року.
За підрахунками істориків, результатом проведення евакуації з атлантичних портів стало вивезення 191 870 військових. Загалом Велика Британія встигла вивезти з континенту за три операції 558 032 чоловіки, серед яких 368 491 був британським військовим. З берегів Франції вивезли 322 гармати, 4 739 автомобілів, 533 мотоцикли, 32 821 тонну боєприпасів, 33 591 тонну військового майна, 1 088 тонн палива, 13 легких і 9 крейсерських танків.